# Gare de Hloukhiv
« Gloukhov » redirige ici. Pour les autres significations, voir Gloukhov (homonymie).
La gare de Hloukhiv (ukrainien : Глухів (станція)) est une gare ferroviaire située en Ukraine.

## Situation ferroviaire
Elle est située sur la ligne à voie unique non électrifiée Makove - Gloukhiv - Banytchi, qui est de la section Pivdenno-Zakhidna zaliznytsia et dépend de la direction régionale de Konotop.

## Histoire
La gare est construite sur la ligne gare de Vorojba à gare de Zernove commencée en 1868 en tant que partie de la ligne Moscou-Kiev-Voronej, cette partie de tronçon a été ouverte en 1895. Elle va vers Koursk par la Gare Lgov-Kiev.